# Notomastus polyodon
Notomastus polyodon är en ringmaskart som beskrevs av José María Alfono Félix Gallardo 1968. Notomastus polyodon ingår i släktet Notomastus och familjen Capitellidae. Inga underarter finns listade i Catalogue of Life.